# ロベルト・フニオール・フェルナンデス・トーレス
ロベルト・フニオール・フェルナンデス・トーレス（スペイン語: Roberto Júnior Fernández Torres、1988年3月29日 - ）は、パラグアイのサッカー選手。パラグアイ代表。ポジションはGK。
ガティート・フェルナンデス（Gatito Fernández）の名で知られている。ガティートはスペイン語で仔猫の意で、これは父のロベルト・エラディオ・フェルナンデス・ロアがエル・ガト（El Gato、「猫」の意）と呼ばれていた事に由来する。

## クラブ歴
リーガ・パラグアージャのセロ・ポルテーニョで2007年に選手となった。2009年アペルトゥーラで優勝すると、アルゼンチンのエストゥディアンテス・デ・ラ・プラタに期限付き移籍。しかし1試合も出場できなかった。翌年ラシン・クラブに期限付き移籍。
2011年8月にはミシェル・フォルムの代役としてFCユトレヒトに期限付き移籍で加入。
2014年にECヴィトーリアに加入。2016年にフィゲイレンセFCに移籍。
2016年11月26日にボタフォゴFRに移籍金なしで加入。2018年12月までの2年契約を締結した。2018年4月9日にコパ・リベルタドーレス2017やカンピオナート・カリオカ2018での活躍が評価され、2021年12月まで契約を延長した。

## 代表歴
U-20代表としては2007 南米ユース選手権で、負傷したブラス・エルモシージャの代わりに出場し初出場。
A代表としてはコパ・アメリカ2011のメンバーに選出され準優勝したものの、彼自身は出場が無かった。初出場は2013年8月14日のドイツ代表との親善試合であった。